# E.d.i.t.
De e.d.i.t. (of edit) is een gedicht van 10 regels, beginnend met een zin van één woord en eindigend met een zin van 10 woorden. Iedere zin staat op een nieuwe regel. Deze dichtvorm is eind 2006 bedacht door columnist Jessica van der Burg.
AD Haagsche Courant hield in 2007 een wedstrijd met deze dichtvorm.
Stadsdichter Harry Zevenbergen won een van de rubrieken met onderstaande e.d.i.t.:
"Zwem!"
"ZWEM NU!!"
"Je kan het."
Hij keek me aan.
Een verbaasde blik vol onbegrip.
Terwijl 'Ouders van Nu' duidelijk was.
Baby's kunnen vanaf de eerste dag zwemmen.
Ik liet mijn zoon los en maakte zwembewegingen.
Hij bleef echter stug volharden in zijn gespeelde onkunde.
Onder de verwijtende blikken van collega ouders dook ik hem op.